# Sarsiflustra anatina
Sarsiflustra anatina är en mossdjursart som beskrevs av Liu 1982. Sarsiflustra anatina ingår i släktet Sarsiflustra och familjen Flustridae. Inga underarter finns listade i Catalogue of Life.